# Spartothamnella puberula
Spartothamnella puberula là một loài thực vật có hoa trong họ Hoa môi. Loài này được (F.Muell.) Maiden & Betche miêu tả khoa học đầu tiên năm 1916.